# Graninge socken
Graninge socken i Ångermanland i ingår sedan 1971 i Sollefteå kommun och motsvarar från 2016 Graninge distrikt.
Socknens areal är 401,3 kvadratkilometer, varav 365,80 land. År 2000 fanns här 617 invånare. Kyrkbyn Graninge med sockenkyrkan Graninge kyrka ligger i socknen. 

## Administrativ historik
Graninge socken bildades 1673 genom en utbrytning ur Långsele socken. Häbbersjön och Malmsjön låg till 1888 i Jämtlands län för att då överföras till Västernorrlands län. 
Vid kommunreformen 1862 övergick socknens ansvar för de kyrkliga frågorna till Graninge församling och för de borgerliga frågorna bildades Graninge landskommun. Landskommunen inkorporerades 1952 i Långsele landskommun som 1971 uppgick i Sollefteå kommun.
1 januari 2016 inrättades distriktet Graninge, med samma omfattning som församlingen hade 1999/2000.  
Socknen har tillhört fögderier, tingslag och domsagor enligt vad som beskrivs i artikeln Ångermanland. De indelta båtsmännen tillhörde Andra Norrlands förstadels båtsmanskompani.

## Geografi
Graninge socken ligger kring Graningesjön, Hultsjön samt Ledingssjön. Socknen har odlingsbygd vid sjöarna och består i övrigt av höglänta skogs och myrmarker ned höjder som når 474 meter över havet.
Riksväg 87 samt länsväg 331 går genom socknen. Norra stambanan mellan Bispgården och Långsele passerar socknen.
Bruksån har varit utbyggd sedan gammalt och här låg det numera nedlagda Graninge bruk. 

### Geografisk avgränsning
I nordväst gränsar socknen på en sträcka av 24 km mellan Vithöjden och Malmsjöns fäbodar mot Fors socken i Ragunda kommun i Jämtland. De nämnda fäbodarna ligger på "Fors-sidan" och är de facto landskapet Jämtlands östligaste beybyggelse. Vid Jämtlands östspets, cirka 600 meter sydost om Malmsjöns fäbodar, ligger "tresockenmötet mellan Fors, Graninge och Lidens socken i Medelpad. I sydväst gränsar Graninge på en sträcka av cirka 13 km mot Lidens socken i Sundsvalls kommun i Medelpad. Invid Återvänningsåns södra strand ligger "tresockenmötet" mellan Graninge, Liden och Ljustorps socknar. Graninge socken gränsar sedan mot Ljustorps socken i Timrå kommun endast cirka 1 km längst i söder, varefter socknen fortsättningsvis, i söder, i cirka 10 km gränsar mot Viksjö socken i Härnösands kommun. 
Här i socknens södra del ligger bland annat Vällingsjön och Bastusjön. Vällingsjön avvattnas via Vällingsjöbäcken till Långsjön, som avvattnas via Långsjörännan till Bjursjön, vilken i sin tur avvattnas via Höån till Graningesjön. I Långsjörännan och Höån finns gamla flottningsrännor.
Strax norr om Stor-Byxtjärn (i Viksjö) ligger "tresockenmötet" Graninge - Viksjö - Gudmundrå. Graninge gränsar sedan mot Gudmundrå cirka 1,5 km i sydost, varefter sockengränsen viker mot norr och Graninge socken kommer att gränsa mot Ytterlännäs socken (Kramfors kommun). Öster om Grössjön, mellan f.d. fäboden Stormobodarna och Knäsjöberget, gränsar socknen mot Torsåkers socken, varefter den fortsättningsvis i öst gränsar mot Sollefteå socken på en sträcka av cirka 10 km mellan Knäsjöberget och Bjuringsmyran, varifrån den i norr gränsar mot Långsele socken fram till Lövsjön. Mellan Lövsjön och Vithöjden gränsar Graninge mot Helgums socken.
Helt i nordväst nära gränsen mot Jämtland ligger Susannaberget, Rödhöjden och Kråkberget vilka åtskiljes av Stordalen. Byn Norr-Ledinge ligger vid Ledingssjöns nordspets, på gränsen mot Helgum. Vid gården Bäckinget lämnar riksväg 87 socknen och går in i Långsele socken.
Kring Ledingssjön ligger bland annat byarna Väster-Ledinge (med Morbrors backe), Västra samt Östra Karlsmyran samt Sör-Ledinge med en gammal skola. Norra stambanan kommer in i socknen söder om Fångsjön och passerar på Ledingssjöns västra strand genom bland annat Väster-Ledinge. Stambanan berör socknen på en sträcka av cirka 8 km.
Vid Brukstjärnen ligger det gamla Graninge bruk med anor från 1600-talet. Här ligger även sockenkyrkan Graninge kyrka samt en fördämning som dämmer upp Brukstjärnen, Hultsjön och Graningesjön, vilka alla ligger på 199,8 - 203 m ö.h. Nedanför fördämningen avrinner Bruksån till Ledingssjön (186 m ö.h.). Runt Hultsjön ligger byarna Jämtnäset, Grunne, Sunne (vid sundet till Graningesjön), Hult, Vik, Viksmon samt Märraviken. Vid Graningesjöns nordspets ligger Böle samt Gammelgården. Öster om sjön går länsväg 331 och på samma sida ligger byarna Mellvik, Räbbnäset, Björknäset samt Östergraninge. Vid sjöns sydspets ligger Sörgraninge och vid västra stranden ligger bl.a. Bullerbo och Malmån.

## Fornlämningar
Man har funnit omkring 50 fångstgropar. I övrigt är fornlämningar dåligt kända. Nuvarande bygd härstammar från 1500-talet. Från och med 1600-talet har socknen dominerats av Graninge bruk.

## Namnet
Namnet (1547 Gräninge) kommer från byn där bruket anlades som i sin tur fick sitt namn från Graningesjön som tolkas 'den av granskog omgivna sjön'.

## Befolkningsutveckling
| Befolkningsutvecklingen i Graninge socken 1800–1990                                                      | Befolkningsutvecklingen i Graninge socken 1800–1990 | Befolkningsutvecklingen i Graninge socken 1800–1990 | Befolkningsutvecklingen i Graninge socken 1800–1990 | Befolkningsutvecklingen i Graninge socken 1800–1990 |
| --- | --------------------------------------------------- | --------------------------------------------------- | --------------------------------------------------- | --------------------------------------------------- |
| |                                                     |                                                     |                                                     |                                                     |
| År |                                                     |                                                     | Folkmängd                                           |                                                     |
| 1800 | 1800                                                |                                                     | 541                                                 |                                                     |
| 1810 | 1810                                                |                                                     | 612                                                 |                                                     |
| 1820 | 1820                                                |                                                     | 609                                                 |                                                     |
| 1830 | 1830                                                |                                                     | 746                                                 |                                                     |
| 1840 | 1840                                                |                                                     | 1 006                                               |                                                     |
| 1850 | 1850                                                |                                                     | 1 173                                               |                                                     |
| 1860 | 1860                                                |                                                     | 1 337                                               |                                                     |
| 1870 | 1870                                                |                                                     | 1 416                                               |                                                     |
| 1880 | 1880                                                |                                                     | 1 465                                               |                                                     |
| 1890 | 1890                                                |                                                     | 1 639                                               |                                                     |
| 1900 | 1900                                                |                                                     | 1 669                                               |                                                     |
| 1910 | 1910                                                |                                                     | 1 678                                               |                                                     |
| 1920 | 1920                                                |                                                     | 1 888                                               |                                                     |
| 1930 | 1930                                                |                                                     | 1 890                                               |                                                     |
| 1940 | 1940                                                |                                                     | 1 778                                               |                                                     |
| 1950 | 1950                                                |                                                     | 1 498                                               |                                                     |
| 1960 | 1960                                                |                                                     | 1 201                                               |                                                     |
| 1970 | 1970                                                |                                                     | 833                                                 |                                                     |
| 1980 | 1980                                                |                                                     | 725                                                 |                                                     |
| 1990 | 1990                                                |                                                     | 672                                                 |                                                     |
| Anm: Källor: Umeå universitet - Tabellverket 1749-1859, Demografiska databasen, CEDAR, Umeå universitet. |                                                     |                                                     |                                                     |                                                     |